# De Zandmeren
De Zandmeren is een gebied rondom een drietal met elkaar verbonden zandgaten aan de Maas bij Kerkdriel in de provincie Gelderland. De plassen zijn ontstaan door zand- en grindwinning. De plassen zijn ongeveer 40 meter diep. Ze zijn per boot vanaf de Maas toegankelijk. Het gebied rond de plassen is in gebruik als recreatieterrein met horeca, sportmogelijkheden en strand. Er zijn verschillende jachthavens en er zijn aanlegplaatsen voor klassieke schepen. Verder staat er een klein aantal vakantiewoningen en er is een evenemententerrein. In de buurt liggen landbouw- en woongebieden en industrie. De Zandmeren heeft een functie bij de hoogwaterbescherming.  

## Jachthavens
Er zijn vier jachthavens bij de Zandmeren:
- Van Gent Watersport

- Marina Kerkdriel
- WSV De Zandmeren
- De Zandmeren

## Restaurants
- Restaurant Dukdalf
- Brandend Zand
- Paviljoen 212